# クレーターレイク国立公園
座標: 北緯42度56分29秒 西経122度09分04秒 / 北緯42.9415172度 西経122.1511399度

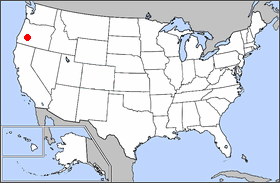
クレーターレイク国立公園の位置

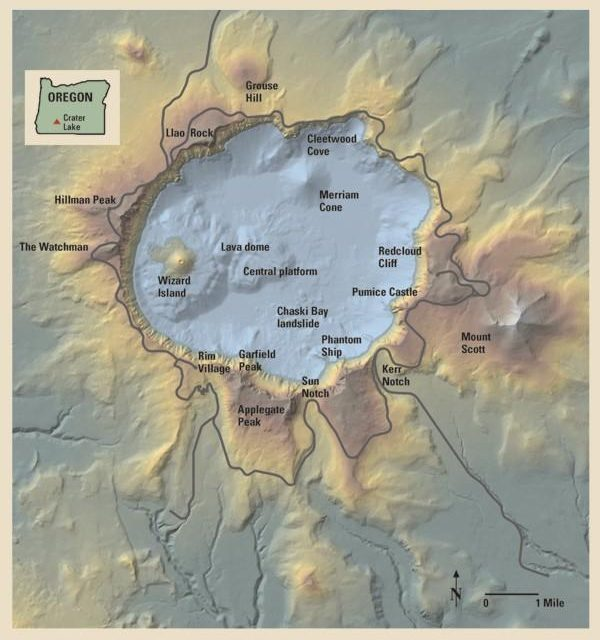
クレーターレイク地域の立体地図

クレーターレイク国立公園（クレーターレイクこくりつこうえん、Crater Lake National Park）は、オレゴン州南部に位置する米国の国立公園である。1902年5月22日に米国で5番目の国立公園として設立された。公園の面積は741 km²（286平方マイル）。公園にはクレーターレイク（直訳: 火口の湖）と呼ばれるカルデラ湖がある。クレーターレイクはマザマ山の噴火活動によって形成され、最深部は597 m（1,958フィート）であり、米国で最も深い湖で世界で7番目の深さである。湖自体の平均標高は1,883 m（6,178フィート）である。クレーターレイクは、流入・流出河川を持たないために湖水は通常は極めて青く澄んでいる。年間訪問者数は、平均400,000人強である（2006年は、例年より少なく388,972人であった）。

## 地質
火山活動は、ファンデフカプレートが北アメリカプレートの下に潜り込む際のオレゴン州の沖合いでの沈み込みによって引き起こされる（プレートテクトニクス参照）。この動きによって引き起こされる熱と圧縮がカスケード山脈を形成した。山脈中の大きな火山群はハイ・カスケーズ (High Cascades) と呼ばれている。山脈中には多くの火山があるが、マザマ山は最も大規模なものである。
約400,000年前、マザマ山はハイ・カスケーズの他の山々と同様に層状の楯状火山として誕生した。長期にわたり溶岩流と火砕流が交互に重なりあい、マザマ山は、高さ約3,400 m（11,000 フィート）の成層火山に成長した。周囲には多くの小さな火山や噴火口が公園内や現在の公園の境界線のちょうど外側にできた。それらのうち主たるものはスコリア丘であった。
スコリア丘は簡単に侵食されるため、初期のスコリア丘は失われている。新しいスコリア丘が公園内には13以上存在し、公園外には11前後存在しており、スコリア丘独特の外観を維持している。これらの小さな火山や火口がマザマ山のマグマ溜まり及び火山系に寄生するものであったのか、オレゴン・カスケード火山活動に関係するものであったのかについては、議論が続いている。
休止期間の後、マザマ山は再び活動を始めた。紀元前4860年頃、マザマ山は大噴火により崩壊し760から1,100 m（2,500から3,500フィート）の標高を失った。この噴火により巨大なカルデラが形成された。そのカルデラに雨水が溜まったものがクレーターレイクである。
マザマ山を崩壊させた噴火は広い範囲にわたって噴出物が降り積もらせた。東は現在イエローストーン国立公園となっている地域の北西隅まで、南はネバダ州中央部まで、北はブリティッシュ・コロンビア州南部まで火山灰が堆積した。その量は1980年のセント・ヘレンズ山噴火の150倍以上とされる。

## 公園の目玉

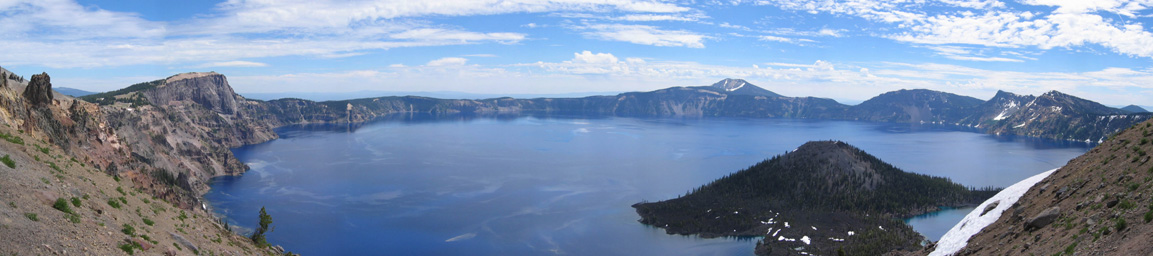
クレーターレイクと、湖内に浮かぶウィザード島（パノラマ）

この大噴火によってできた公園の注目に値する目玉は、
- パマス砂漠 (Pumice Desert): マザマ山から北へ運ばれた軽石と灰の大変厚い層。

数千年を経た今日でも、この地域は過剰な多孔性（水が素早くしみ込むということを意味する）と主としてレゴリスから成るやせた土壌のため、植物がほとんどみられない。
- ピナクルス (Pinnacles): 非常に熱い灰と軽石が火山の近くに落ちたとき、火山ガスを含んだ60から90 m（200から300フィート）の厚い堆積物を形成した。

おそらく数年の後、熱いガスが表面に移動し、ゆっくりと灰と軽石を一緒に固め、噴気孔を通って逃げた。
その後、侵食が周囲の緩んだ灰や軽石を取り去り、高い尖峰が残った。
その他の公園の目玉:
- スコット山 (Mount Scott) は、険しい安山岩の火山円錐丘で、その溶岩は、マザマ山のマグマ溜まりのマグマが噴出したものである。地質学者はそのような火山を「寄生火山」あるいは「側火山」と呼ぶ。

更新世末以前のいつかの時点でスコット山での火山の噴火は明らかに止まった。スコット山の北西斜面に残された大きな圏谷は、氷期以降の火山活動によって変えられずに残っている。
- 公園の南西隅には、ユニオン・ピーク (Union Peak) がそびえる。活動を止めた火山で、その主な残骸は、大きな火山岩頸、すなわち火道で固まった溶岩でできている。
- クレーター・ピーク (Crater Peak) は、安山岩とデイサイトテフラが上にかぶさった、主として安山岩と玄武岩の溶岩流でできた楯状火山である
- ティンバー・クレーター (Timber Crater) は、公園の北東隅にある楯状火山である。

クレーター・ピークのように玄武岩と安山岩の溶岩流でできているが、クレーター・ピークと異なり、2つのスコリア丘がある。
- リム・ドライブ (Rim Drive) は、公園内で最も人気のある道路である。カルデラの縁の周囲をめぐる景色の良い道である。

## 歴史

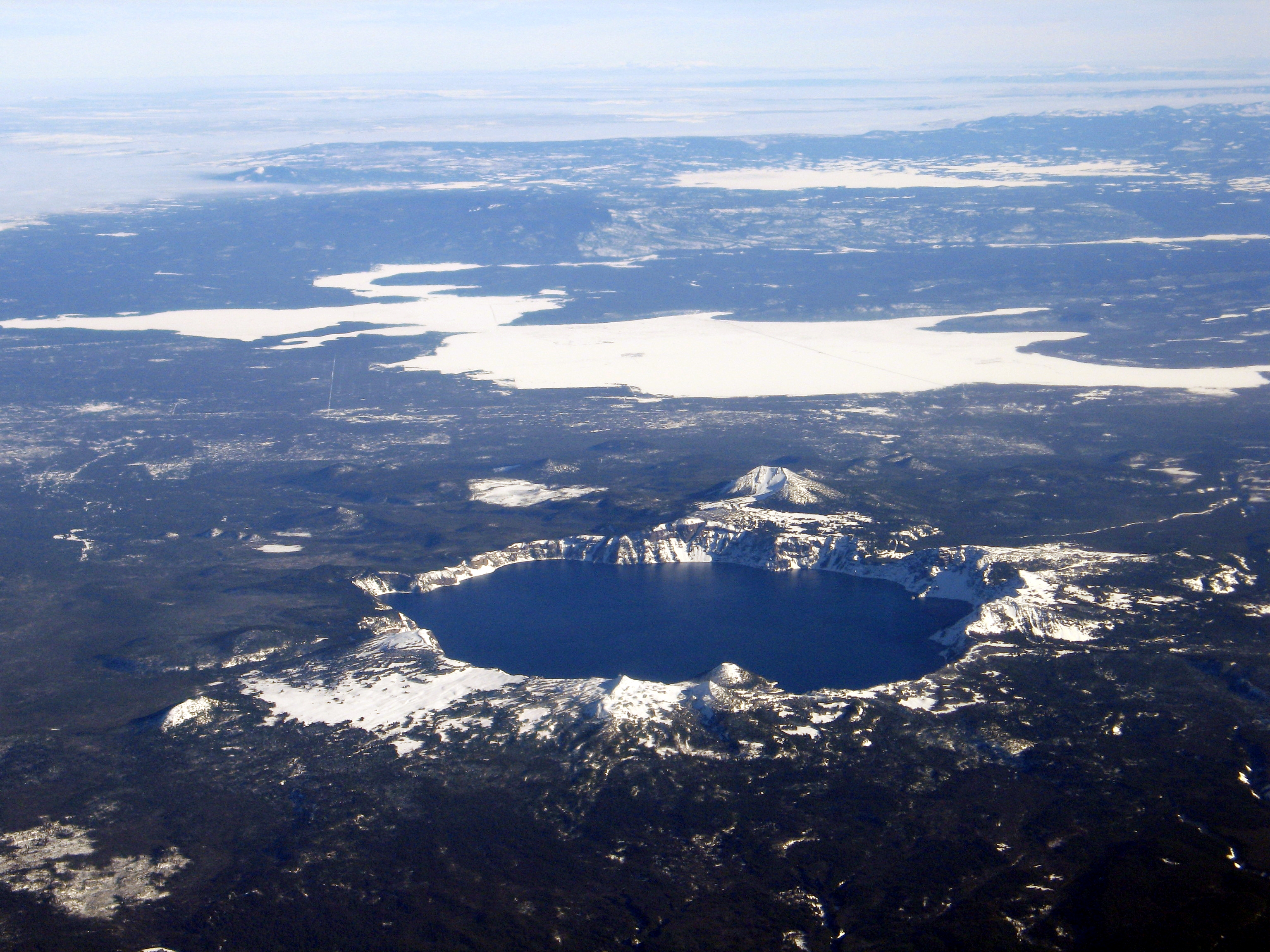
クレーターレイクの航空写真

地元のインディアンはマザマ山の崩壊を目撃し、伝説の中でその出来事を後世に伝えてきた。クラマスの人々のある古い言い伝えは今日の科学研究から明らかになった地質学上の知見とよく似ている。
言い伝えによると2人の酋長、地の世界のラオと天の世界のスケルが戦い、結局ラオの家であるマザマ山が破壊された。
戦いは、マザマ山の噴火とクレーターレイクの成り立ちを証言するものである。
湖を訪れた最初の欧米人として知られているのは金鉱を探す3人組、すなわち、ジョン・ウェズリー・ヒルマン (John Wesley Hillman) 、ヘンリー・クリッペル (Henry Klippel) 、アイザック・スキーターズ (Issac Skeeters) で、彼らは1853年6月12日に失われた鉱山を探している途中で長い傾斜した山に偶然ぶつかった。
湖の感動的な青に打たれ、インディゴ色の湖を「ディープ・ブルー・レイク（濃青湖）」 ("Deep Blue Lake") と名付けた。そして、彼らが初めて湖を見た縁の南西側の場所は、後にディスカバリー・ポイント (Discovery Point) として知られるようになった。 
しかし、当時入植者の頭には金の方が重要であったため、この発見は間もなく忘れ去られた。
地元民は「クレーターレイク」 (Crater Lake) という名を好み、提案された名前は人気を失った。しかし「クレーター」は誤った名前である。というのは、湖盆地は実際はカルデラ、すなわち陥没により形成される火山地形であり、掘削により形成されるものではないからである。
ウィリアム・グラッドストーン・スティール (William Gladstone Steel) は、クレーターレイクにおける国立公園の設立と管理に人生と財産を捧げた。彼が湖に夢中になり始めたのは1870年のことである。
彼は、公園への承認を得ようと努力し、科学的な支援材料を提供する湖の調査に参加した。湖の際立った多くの特徴に名前をつけた。名付けられた中には、ウィザード島 (Wizard Island) 、ラオ岩 (Llao Rock) 、スケル・ヘッド (Skell Head) がある。
地質学者クラレンス・ダットン (Clarence Dutton) の助力を得て、スティールは1886年に湖の調査のため米国地質調査所の探検隊を組織した。
一行は、山の急な坂を「クリートウッド」(Cleetwood) という0.5 t の調査用ボートを持ち運び、湖に下ろした。「クリートウッド」の船尾から一巻きのピアノ線の端のパイプ により、168箇所で湖の深さが測定された。彼らの調査結果では最深部の深さは1,996 フィートであったが、これは最新の公式な深さ、1,932 フィート（1953年、ソナーによる測定結果）に非常に近い。
同時に地形学者はその地を調査し、専門家の手になる初めてのクレーターレイク地域の地図を作成した。
探検から得られたデータとスティール等のロビー活動に一部基づいて、1902年5月22日クレーターレイク国立公園がセオドア・ルーズベルト大統領によって設立された。
スティールの関与により、クレーターレイク・ロッジが1915年にオープンし、リム・ドライブが1918年に完成した。

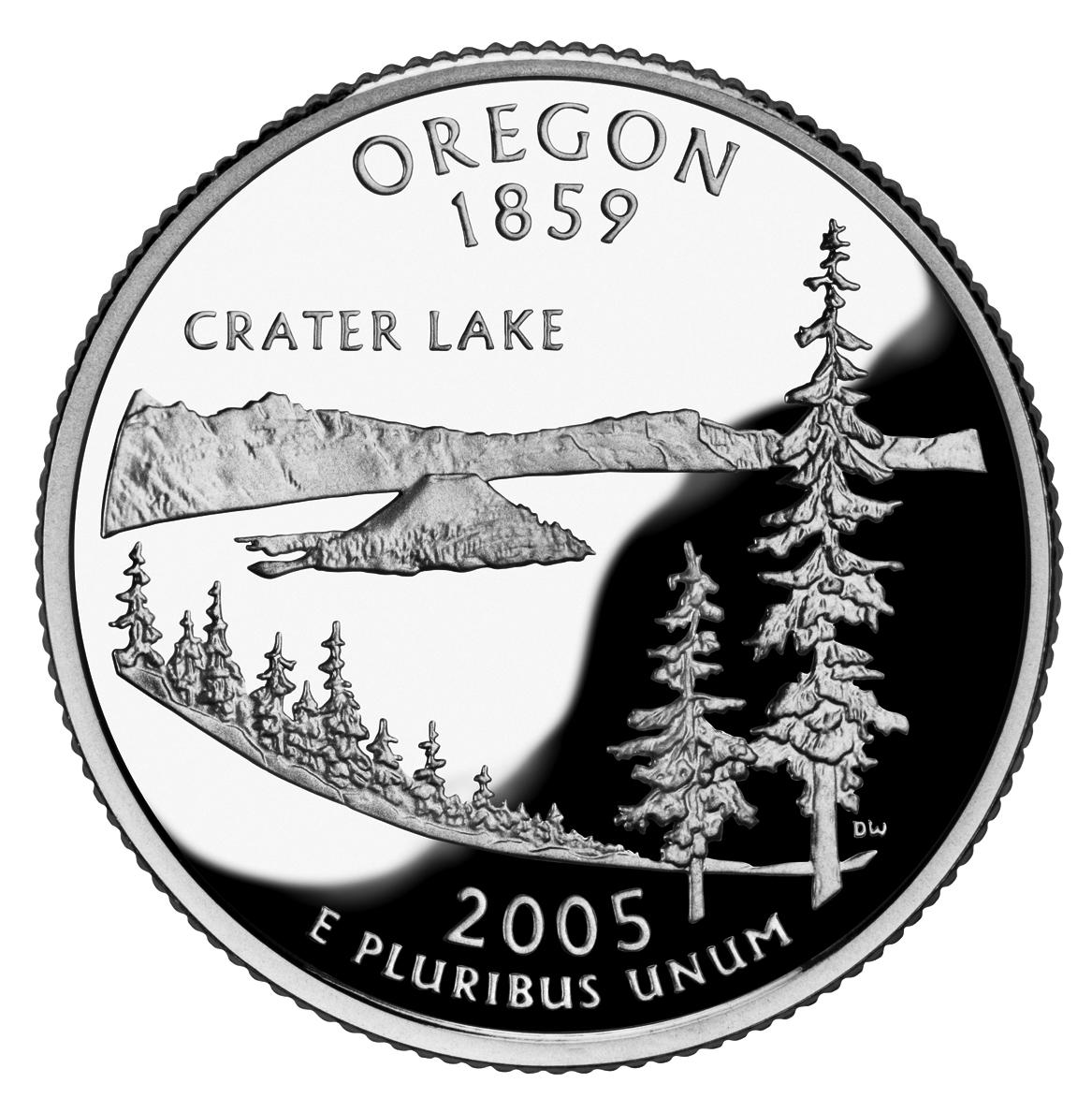
オレゴン25セント硬貨

その後、来園を容易にするため、公園までの道路が建設された。
1929年版の「オー・レンジャー」O Ranger! は、当時の交通の便と設備を次のように描写した。
| 「 | クレーターレイク国立公園へはメドフォード (Medford) とクラマスフォールズ (Klamath Falls) 行きのサザン・パシフィック鉄道 (Southern Pacific Railroad) で行ける。そこからバスに乗ってすぐ公園まで行ける。 湖畔のホテルに宿泊することができる。 自動車で公園に行く人は、パシフィック国道とダルズ-カリフォルニア国道からすぐ立ち寄ることができる。 ホテルに加え、キャンプ場、小売店、ガソリンスタンドもある。 公園は、6月下旬あるいは7月1日から雪が道路を閉ざすまで、一般的には10月まで旅行することができる。 ("Crater Lake National Park is reached by train on the Southern Pacific Railroad lines into Medford and Klamath Falls, at which stops motor stages make the short trip to the park. A hotel on the rim of the lake offers accommodations. For the motorist, the visit to the park is a short side trip from the Pacific and Dalles-California highways. He will find, in addition to the hotel, campsites, stores, filling stations. The park is open to travel from late June or July 1 for as long as snow does not block the roads, generally until October.") | 」 |

## 楽しみ方
公園内には多くのハイキング用の歩道があり、いくつかのキャンプ場がある。
魚の大きさ、種類、数に制限を受けることなく、許可なしで釣りができる。
クレーターレイクには固有の魚種はいないと考えられているが、1888年に導入が始まり1941年まで放流が続けられた。
ヒメマス (Oncorhynchus nerka) と ニジマス (Oncorhynchus mykiss) が、自然に繁殖している。
湖での水泳は許可されている。また、夏期は毎日ボート・ツアーが実施されており、湖の中のスコリア丘、ウィザード島に停まる。
湖へは、湖の北にある険しい歩道、クリートウッド歩道 (Cleatwood Trail) を通ることになる。
カルデラの縁にある展望台には、リム・ドライブを通って自動車で簡単に行ける。
しかし、最も見晴らしが良い場所は、2,721 m（8,929 フィート）のスコット山からのものである。
そこに行くためには、リム・ドライブの起点から 4 km（2.5 マイル）のかなり急な道のりを歩かなければならない。
快晴の日にはスコット山頂からの視界は160 km（100 マイル）を超え、カルデラ全体を一望できる。
また、同じ場所から北に冠雪したハイ・カスケーズの火山群が、東にコロンビア川台地が、西にウェスタン・カスケーズ (Western Cascades) とそのさらに遠方にクラマス山脈 (Klamath Mountains) が見える。
夏はクレーターレイクの目玉すべてに行くことができる。一方、秋冬春の間は公園の雪は深く、道路は人気のあるリム・ドライブ（この道路は一般的には7月から10月まで通行可能）も含めて閉鎖される。

## 参照
- クレーターレイク - 湖についての詳細情報
- マザマ山 - 6,000年以上前の火山の生成と、クレーターレイクを生んだ火山の崩壊
- アメリカ合衆国政府により保護された地域のリスト

## 参考文献

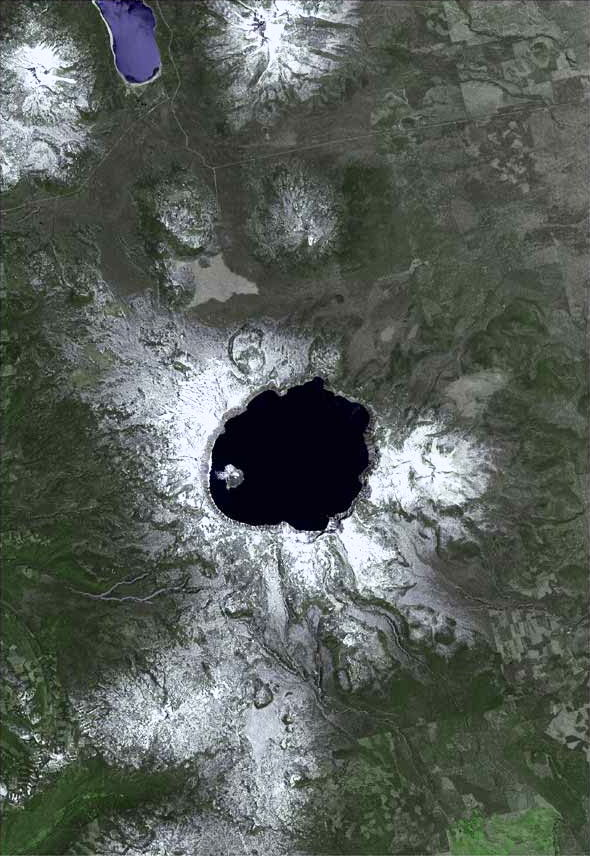
クレーターレイクの衛星写真